# Saulcet
Saulcet település Franciaországban, Allier megyében. Lakosainak száma 651 fő (2022. január 1.). Saulcet Bransat, Contigny, Louchy-Montfand, Saint-Pourçain-sur-Sioule és Verneuil-en-Bourbonnais községekkel határos.

## Népesség
A település népessége az elmúlt években az alábbi módon változott:
| Lakosok száma | 536  | 577  | 589  | 653  | 678  | 706  | 693  | 664  | 658  | 651  |
|               | 1968 | 1982 | 1990 | 2006 | 2013 | 2015 | 2017 | 2019 | 2020 | 2022 |